# 7074 Muckea
7074 Muckea este un asteroid din centura principală de asteroizi.

## Descriere
7074 Muckea este un asteroid din centura principală de asteroizi. A fost descoperit pe 10 septembrie 1977 la Observatorul de Astrofizică din Crimeea de Nikolai Cernîh. El prezintă o orbită caracterizată de o semiaxă mare de 2,21 ua, o excentricitate de 0,19 și o înclinație de 3,9° în raport cu ecliptica.